# 條紋鱯
條紋鱯，為輻鰭魚綱鯰形目鱨科的其中一種，為熱帶淡水魚類，分布於亞洲印度半島及中南半島淡水流域，體長可達21公分，棲息在湖泊、沼澤等底層水域，以植物、蝦、昆蟲、軟體動物與魚類等為食，生活習性不明，可做為食用魚及觀賞魚。

## 扩展阅读
維基物種上的相關：條紋鱯